# Lista de bolas oficiais da Copa América
Desde a Copa América de 2024, a bola oficial da competição é produzida pela Puma. De 2004 a 2021, a bola foi produzida pela Nike, e desde a década de 90 até 2001, a bola foi fabricada pela Penalty. Antes disso, a competição não tinha uma bola oficial.
| Campeonato | País-Sede      | Bola Oficial         | Observações                 | Imagem | Ref    |
| ---------- | -------------- | -------------------- | --------------------------- | ------ | ------ |
| 1991       | Chile          | Penalty America's    |                             |        |        |
| 1993       | Equador        | Penalty America's    |                             |        |        |
| 1995       | Uruguai        | Penalty America's    |                             |        |        |
| 1997       | Bolívia        | Penalty America's    |                             |        | [ 1 ]  |
| 1999       | Paraguai       | Penalty America's    |                             |        |        |
| 2001       | Colômbia       | Penalty Star         |                             |        | [ 2 ]  |
| 2004       | Peru           | Total 90 Aerow       |                             |        | [ 3 ]  |
| 2007       | Venezuela      | Mercurial Veloci     |                             |        | [ 4 ]  |
| 2011       | Argentina      | Total 90 Tracer Doma |                             |        | [ 5 ]  |
| 2015       | Chile          | Cachaña              |                             |        | [ 6 ]  |
| 2016       | Estados Unidos | Ordem Ciento         |                             |        | [ 7 ]  |
| 2016       | Estados Unidos | Ordem Campeon        | Bola usada somente na final |        | [ 8 ]  |
| 2019       | Brasil         | Rabisco              |                             |        | [ 9 ]  |
| 2019       | Brasil         | Rabisco Final        | Bola usada somente na final |        | [ 10 ] |
| 2021       | Brasil         | Flight               |                             |        | [ 11 ] |
| 2024       | Estados Unidos | Cumbre               |                             |        | [ 12 ] |
| 2024       | Estados Unidos | Cumbre Final         | Bola usada somente na final |        | [ 13 ] |